# Paavo Prokkonen
Paavo Prokkonen (en russe : Павел Степанович Прокконен), né le 16 juillet 1909 et le mort le 18 juillet 1979, est un homme politique carélien soviétique.
Il sert en tant que ministre des Affaires caréliennes sous la République démocratique finlandaise de décembre 1939 à mars 1940. Il est nommé plus tard président du Conseil des commissaires du peuple de la République socialiste soviétique carélo-finnoise (1940-1947) et président du Conseil des ministres (1950-1956). Après que la RSSR Karelo-finlandaise a été incorporée dans la RSFS de Russie comme république socialiste soviétique autonome de Carélie en 1956, Paavo Prokkonen est nommé président du Soviet suprême et exerce cette fonction de 1956 à sa mort en 1979.
Pavel Prokkonen s'est vu décerner deux fois l'ordre de Lénine, une fois l'ordre de la Guerre patriotique de deuxième classe, deux fois l'ordre du Drapeau rouge du Travail et deux fois l'ordre de l'Insigne d'honneur.

## Publications écrites
- (ru) Geroizm naroda v dni voiny: Vospominaniia, (1974) D811.5 .p. 73 1974